# Laternea columnata
Laternea columnata är en svampart som beskrevs av Nees 1858. Laternea columnata ingår i släktet Laternea och familjen stinksvampar.   Inga underarter finns listade i Catalogue of Life.